# Сергей Мисирков
Сергей Кръстев Мисирков е български лекар, син на филолога Кръсте Мисирков и Екатерина Мисиркова. Депутат в XXVI обикновено народно събрание.

## Биография
Мисирков е роден в Одеса, а завършва медицина в София. През 1935 година е разпитван в Дирекция на полицията във връзка с резолюцията на Коминтерна по Македонския въпрос и процеса срещу ВМРО (обединена). През 1936 г. по случай 10 години от смъртта на баща си пише:
| „ | Трябва да се каже, че К. П. Мисирков през целия си живот живееше с радостите и грижите на българския народ и всичко, което се отнасяше за България и българската нация, намираше най-живият отзвук в дълбоко родолюбивата му душа. | “ |

През 1940 година се свързва с левичарски и македонистични кръгове от Македонския литературен кръжок и попада под тяхното влияние. Участва във войната на България срещу Третия Райх през 1944 г. при операциите във Вардарска Македония. През 1945 г., когато в България и Югославия започва процес на македонизация, той започва да пише македонистични статии, част от които са публикувани в Скопие от Блаже Ристовски. През 1945-1946 г. е депутат в Депутат в XXVI обикновено народно събрание. Член е на Политически кръг „Звено“ и председател на структурата в Разград.
Сергей Мисирков предава архивите на баща си през 1956 г. в Скопие, където те се съхраняват и днес.
Сергей е баща на преводача Борис Мисирков.